# دیپ

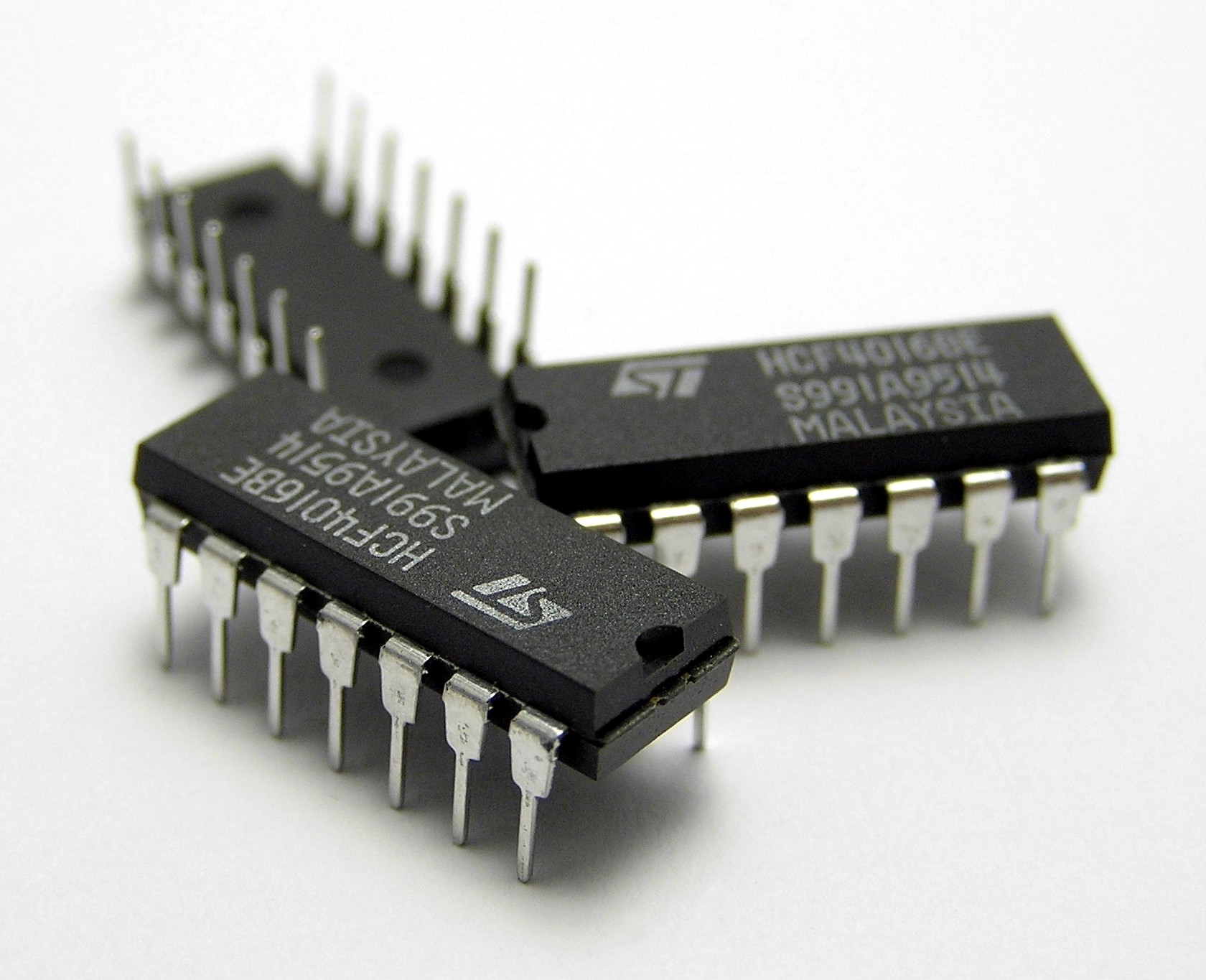
سه دیپ ۱۴پایه (DIP14) پلاستیکی

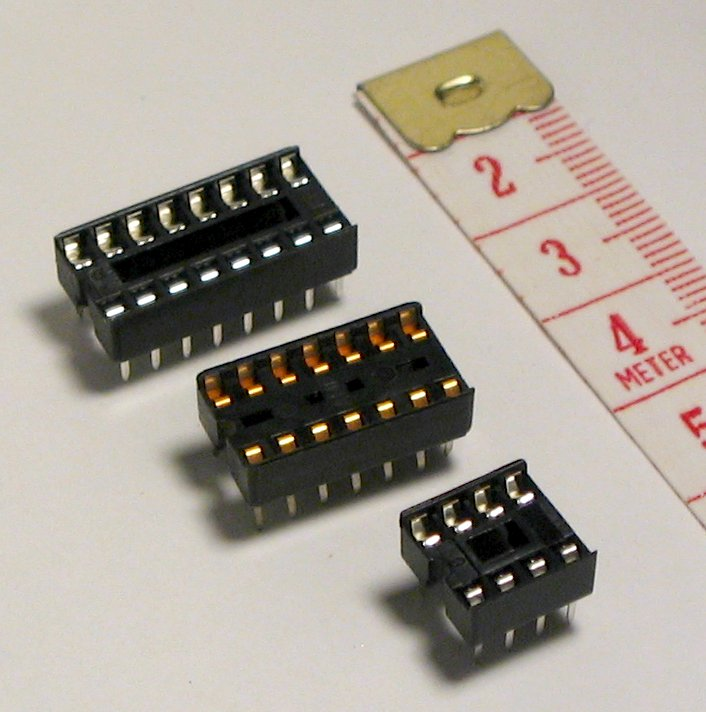
سوکت‌های بسته‌های ۱۶-، ۱۴- و ۸-پایه.

بستهٔ ردیفی دوطرفه (به انگلیسی: Dual in-line package) یا مخفف دیپ (به انگلیسی: DIP) نوعی بسته‌بندی تراشه است که معمولاً مستطیل مانند است و پایه‌های تراشه در دو طرف بسته در طول‌های مستطیل جای می‌گیرند. این بسته‌ها ممکن است از جنس پلاستیک، سرامیک یا فلز باشند. دیپ‌هایی که از خمیر پلاستیکی مانند اپوکسی ساخته می‌شوند با نام PDIP و مدل‌هایی که از جنس سرامیک هستند با نام CERDIP شناخته می‌شوند. تعداد پایه‌های این نوع بسته‌ها بین ۸ تا ۶۴ پایه متغیر است. پایه‌ها با گام‌های ۲٫۵۴ میلی‌متری (۱۰۰ میل) در کنار هم قرار می‌گیرند.
این نوع بسته‌بندی‌ها رفته‌رفته جای خود را به بسته‌بندی‌های SOP و QSOP و SSOP می‌دهند که نصب‌شان ساده‌تر است.